# Горо (Чечня)
Горо (Горой, чечен. Гуоруо) — хутор в Галанчожском районе Чеченской Республики. Входит Моцкаройское сельское поселение.

## География
Расположено на левом берегу реки Бара, к юго-востоку от районного центра Галанчож.
Ближайшие развалины бывших аулов: на северо-западе — аулы Ошни и Отты, на юго-востоке — аул Идах и Тухой, на северо-востоке — аул Нижний Бара.

## Этимология
Чеченский исследователь Сулейманов А. С. допускал, что название происходит от слова гур — капкан, засада.